# Autun
Autun – miejscowość i gmina we Francji, w regionie Burgundia-Franche-Comté, w departamencie Saona i Loara.
Według danych na rok 1990 gminę zamieszkiwało 17 906 osób, a gęstość zaludnienia wynosiła 291 osób/km² (wśród 2044 gmin Burgundii Autun plasuje się na 10. miejscu pod względem liczby ludności, natomiast pod względem powierzchni na miejscu 6.).
W Autun znajduje się katedra św. Łazarza konsekrowana w 1130 roku, zbudowana na wzór kościoła opactwa w Cluny III.

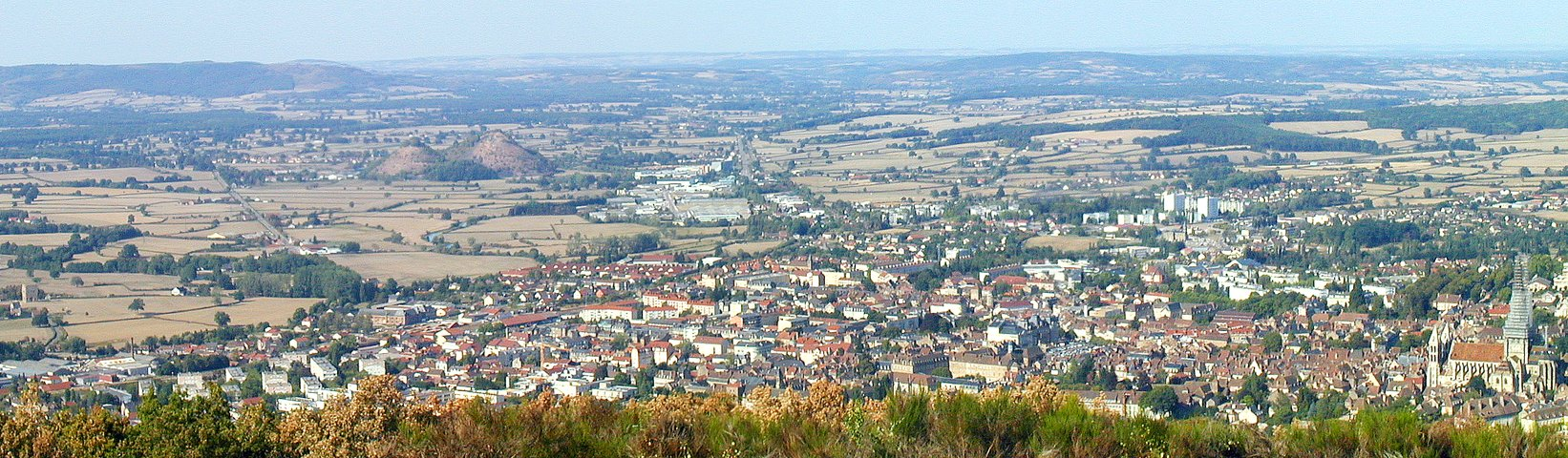
Panorama Autun

## Historia
Założone przez cesarza Oktawiana Augusta jako Augustodunum. Z okresu rzymskiego zachowały się dwie bramy miejskie (Porte St. André, Porte d’Arroux), ruiny świątyni Janusa i pozostałości teatru rzymskiego.

## Współpraca
- Stevenage, Wielka Brytania
- Ingelheim am Rhein, Niemcy
- Kawagoe, Japonia
- Arévalo, Hiszpania